# サンパティオ図書館
サンパティオ図書館（サンパティオとしょかん、Sun Patio Library）は、日本の兵庫県宍粟市一宮町にある私立図書館。

## 沿革
兵庫県西播磨地域の旧宍粟郡では南部の山崎町しか常設の公立図書館を有していない状態が長く続き、北部では波賀町の波賀文化創造センターに図書室が設置されたものの一宮町では役場併設の小規模な図書室のみを有する状態が続いていた。

### JAハリマ運営（1997-2018）
一宮町東市場に本所を置いていたハリマ一宮農業協同組合は1987年（昭和62年）から「図書に親しむ取組み」の一環として、本所内に「母子ふれあい文庫」を設置していた。同組合は1991年（平成3年）郡内の他2農協と合併してハリマ農業協同組合（JAハリマ）となるが、この当時から一宮町内南部には町役場（現・宍粟市役所一宮市民局）に図書室が併設されていたものの、町北部（三方出張所管内）は図書館・図書室のいずれも有さない「空白地帯」であったため、JAハリマの地域貢献事業として全国的にも珍しい農協を設置主体とする私立図書館が三方支所に隣接して開館することとなった。
1997年（平成19年）11月22日、宍粟郡内では山崎町立図書館（現・宍粟市立図書館）に次いで2館目、かつ郡北部では初の常設型図書館として開館し「サンパティオ図書館」と命名される。開館時の蔵書は約2万8000冊で、母子ふれあい文庫からの流れを汲む形で児童書が約9000冊と3分の1弱を占めていた。館には司書の資格を持つJA職員が配置され、地域貢献事業としての性質上から組合員以外の住民にも無料開放で貸し出しを行っていたが、日本図書館協会ではJAを設立主体として地域に開放された私立図書館は「全国的にも珍しいのではないか」としている。
2010年代以降、日銀の低金利政策継続によりJAハリマの収益が悪化したことから、図書館事業の廃止または譲渡が検討されるようになった。2017年（平成29年）9月には開館日を週5日に削減するも過疎化・少子化の進行で利用者の落ち込みが止まらず、2018年（平成30年）10月1日を以て休館。JAハリマでは図書館事業の譲渡先を探しており「2019年（平成31年）1月末までに引き取り先が見つからない場合は閉館する」としていた。

### 個人運営（2019-）
その後、市内在住でJAハリマ元職員の保育士が個人で館の運営を引き継ぎ、館内にブックカフェを設置して2019年（令和元年）7月25日に再開館した。当面は毎週木・金曜の2日のみ開館し、蔵書の貸し出しは行わない方針としている。

## アクセス
- 兵庫県宍粟市一宮町福野164番地1号 郵便番号671-4114

山崎バスターミナルからウエスト神姫横山線に乗車し「福野北」バス停下車すぐ。